# São João do Oeste
São João do Oeste là một đô thị thuộc bang Santa Catarina, Brasil. Đô thị này có diện tích 162 km², dân số năm 2007 là 6020 người, mật độ 31,8 người/km².